# Prytanis (Sparta)
Prytanis (altgriechisch Πρύτανις Prýtanis) ist ein halbmythischer König von Sparta aus dem Königshaus der Eurypontiden. Unter seiner Herrschaft soll die Feindschaft zwischen Sparta und Argos aufgekommen sein.
Nach Herodot war Prytanis der Sohn seines Vorgängers Eurypon und Vater des Polydektes. Nach Plutarch und Pausanias hieß sein Sohn Eunomos und Polydektes war sein Enkel. Der im 4. Jahrhundert v. Chr. lebende Genealoge Simonides machte neben Eunomos auch den Gesetzgeber Lykurg zu seinem Sohn. In dieser Frage folgt man den Angaben des Herodot, da es sich um die ältere Quelle handelt. Bei Eusebios von Caesarea, der den Ausführungen Diodors folgte, regierte Prytanis 49 Jahre und als Vorgänger wird Prokles und als Nachfolger Eunomos aufgeführt. Diese Liste ist jedoch lückenhaft und so denkt man, dass direkt vor Prytanis Eurypon und dahinter Polydektes ausgefallen sind und ergänzt werden müssen.